# Aladinové

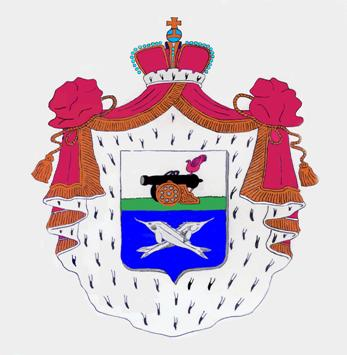
Erb Aladinů

Aladinové (rusky:Аладьины) je starý ruský šlechtický rod z rozrodu Monastyrjovů (z ruské panovnické dynastie Rurikovců, z knížat Smolenských). Za zakladatele rodu je považován Lev Danilovič Blinov-Oladja.

## Slavné osobnosti
- Nikolaj Nikolajevič Aladin
- Jegor Vasiljevič Aladin